# Porto dos Cacos
Porto dos Cacos ist ein archäologischer Fundort und antiker römischer Hafen am rechten Ufer des Ribeira das Enguias in Portugal. Die Grabungsstätte liegt im Salinengebiet rund vier Kilometer östlich von Alcochete im Distrikt Setúbal, nahe der heutigen Hauptstraße N 118.
Bei Ausgrabungen wurden drei Keramikbrennöfen, eine große Anzahl Amphoren und eine Nekropole gefunden. Die Öfen wurden auf die Zeit zwischen dem 1. und dem 5. Jahrhundert datiert. Die Artefakte von Ton- und Holzerzeugnissen lassen darauf schließen, dass bis ins 8. Jahrhundert dort Tongefäße und andere Produkte hergestellt und verschifft wurden.
Die leichte Zugänglichkeit zum Fluss deutet auch darauf hin, dass es sich um ein Siedlungsgebiet der Römer handelte. Einige der ausgegrabenen Amphoren enthielten das römische Gewürz Garum. Die Zusammensetzung des gefundenen Gewürzes deutet darauf hin, dass es durch Fermentation von heimischen Fischen, wie zum Beispiel der Europäischen Sardelle, die aus dem nahen Seegebiet des Tejo stammten, und mit dem Salz aus den Salinen hergestellt wurde. Die Nähe zu den Salinen unterstreicht auch diese Annahme, genauso wie die Namensgeschichte der Stadt Alcochete.
Porto dos Cacos wurde 2011 vom Ministerium für Kultur als Gebiet „Sítio de Interesse Público“ klassifiziert und unter besonderen Schutz gestellt. Dies wurde mit der Verordnung Nr. 591/2011 veröffentlicht.